# Kjetil Løvvik
Kjetil Løvvik (Haugesund, 16 ottobre 1972) è un ex calciatore norvegese, di ruolo attaccante.

## Carriera

### Club
Løvvik giocò nello Haugesund, prima di passare al Brann. Esordì così nella Tippeligaen il 21 aprile 1996, quando fu titolare nel successo per 0-2 sul Vålerenga, segnando anche una rete. Passò proprio in prestito al Vålerenga, nel corso della stessa stagione, debuttando con questa maglia in data 3 luglio, in occasione della vittoria per 2-1 sul Lillestrøm. Non riuscì però a salvare la squadra, che retrocesse nella 1. divisjon.
Tornò allora al Brann, dove rimase per tre stagioni. Si trasferì poi agli svizzeri del Grasshoppers, per ritornare in patria l'anno seguente, accordandosi con il Lyn Oslo. Il primo match in squadra fu datato 30 aprile 2000, sostituendo Frode Birkeland e segnando poi il gol del definitivo 0-2 sul campo del Sandefjord. Contribuì alla promozione del campionato 2000, per poi giocare altre due stagioni con il club, nella Tippeligaen.
Terminata questa esperienza, investì 1.000.000 di corone assieme al procuratore sportivo Terje Simonsen per fondare un nuovo club con base a Stord, lo Stord/Moster. A febbraio 2003 lasciò il calcio professionistico per giocare nel suo nuovo club, oltre a mantenerne la proprietà. Diventò un goleador prolifico, mentre nel 2004 il suo spazio diminuì. Si ritirò così a fine stagione. Nel 2005, il suo coinvolgimento nel club cessò completamente.